# Cryphia duskei
Cryphia duskei là một loài bướm đêm trong họ Noctuidae.